# Operazione Rosario
L'operazione Rosario fu un'operazione militare della guerra delle Falkland messa in atto dalla Armada de la República Argentina che prevedeva una serie di azioni d'intensità crescente volte ad affermare la sovranità ed il pieno controllo argentino sulle Isole Falkland, la Georgia del Sud e le Isole Sandwich meridionali.
Le azioni si sarebbero dovute svolgere da est a ovest e da minore a maggiore importanza politica, culminando con il recupero dell'arcipelago delle Isole Falkland/Malvine e della sua capitale Stanley, in spagnolo "Puerto Argentino". La parte anfibia dell'operazione era nota con il nome in codice di  "operazione Azul". Il governo argentino riuscì a tenere segreto il piano fino a 48 ore prima dell'inizio delle operazioni. Si può dire che l'operazione ebbe pieno successo, vi fu un'unica vittima e 5 feriti, e le Falkland furono conquistate in poco più di 11 ore.

## Il contesto
Diversamente andò per la Georgia del Sud, interessata dall'operazione Georgias, che fu teatro di operazioni militari nella giornata del 3 aprile dopo essere stata oggetto di uno sbarco da parte di una spedizione di operai argentini che si era rivelata in realtà il primo atto dell'operazione. I 22 Royal Marines presenti a Grytviken resistettero in modo organizzato, abbattendo un elicottero da trasporto Puma e danneggiando la corvetta ARA Guerrico con un lanciarazzi anticarro Carl Gustav da 87mm, avendo avuto fino al giorno prima come ponte per le comunicazioni la HMS Endurance, che aveva inoltrato loro l'ordine di usare la forza ma non al punto da rischiare perdite inutili di vite umane, fino alla resa incondizionata.
Le isole Sandwich Australi, facenti parte dei dipendenza delle Isole Falkland - parte dei territori d'oltremare britannici - e della Georgia ed essendo disabitate dagli inglesi, erano presidiate solamente da una base scientifica argentina, impiantata nel 1976 senza il consenso inglese e da allora oggetto di una trattativa diplomatica per la sua rimozione, la quale rimarrà sotto controllo argentino fino al 20 giugno 1982, data del suo smantellamento da parte inglese dopo la cessazione delle ostilità.

## Lo svolgimento
Il governo inglese avvisò Rex Masterman Hunt, l'allora Governatore delle Isole Falkland, di una possibile invasione da parte dell'Argentina il 31 marzo. Hunt organizzò quindi una difesa e diede il comando militare al maggiore Mike Norman che riuscì a radunare una piccola forza di Marines.
Alle ore 21 del 1º aprile 1982, 84 membri di un commando della Armada Argentina guidati dal capitano di corvetta Guillermo Sánchez-Sabarots lasciarono il cacciatorpediniere ARA Santísima Trinidad (D-2) sbarcando a Mullet Creek verso le 23:00. A quella stessa ora il sottomarino ARA Santa Fe (S-21) andò in superficie e sbarcò altri dieci incursori per disporre radiofari di navigazione e occupare il faro San Felipe (Pembroke). All'emergere del Santa Fe, i radar del battello costiero britannico Forrest diedero l'allarme, iniziando così le ostilità. All'1:30 del 2 aprile, gli uomini di Sánchez-Sabarots si divisero in due gruppi. Il primo, comandato dallo stesso Sánchez, si diresse verso la caserma della fanteria di marina britannica a Moody Brook. Il secondo sotto il capitano di corvetta Pedro Giachino, avanzò verso Stanley con l'obiettivo di occupare la residenza del governatore e catturarlo.

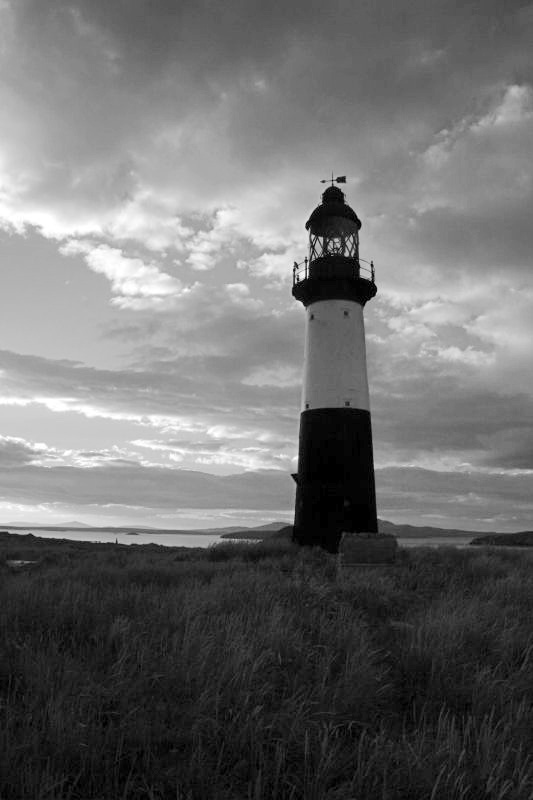
Il faro Pembroke / San Felipe

I britannici, avvisati per tempo, avevano già evacuato le caserme ed il governatorato disponendosi in posizioni più difendibili. Alle 05:45 il gruppo comandato da Sánchez-Sabarots aprì il fuoco sui capannoni dove pensavano vi fossero i militari britannici, scoprendo però che questi erano vuoti; gli argentini si resero conto di essere vulnerabili a un possibile attacco nemico e decisero quindi di andare direttamente verso la residenza del governatore con l'intenzione di attaccarla dalla porta posteriore. La cosa che non sapevano è che tre Marines vi si erano trincerati. Durante il blitz caddero feriti tre militari argentini tra cui lo stesso Pedro Giachino che morì poco dopo e a cui venne conferita successivamente la Croce all'eroico valore in combattimento. Il resto della squadra ripiegò, mantenendo però una forte pressione attraverso l'uso di granate flash-bang e continui cambi di posizione che fecero credere ai britannici di essere di fronte a forze di molto superiori rispetto a quelle reali. Ciò risultò decisivo per la loro resa.
Alle 6:20, dall'ARA Cabo San Antonio (Q-42) sbarcò la compagnia E con veicoli anfibi LVTP-7 e LARC-5 del 2º battaglione fanteria di Marina; orientandosi con i radiofari che erano stati collocati dagli incursori sbarcati dall'ARA Santa Fe (S-21), raggiunsero l'aeroporto, sotto il comando del comandante Santillans. Poco dopo sbarcò anche la compagnia D che occupò il faro senza trovare resistenza militare. Durante l'avanzata, la compagnia E venne per la prima volta attaccata dalla fanteria inglese, che riuscì a danneggiare un blindato LVTP-7 senza però ferire l'equipaggio. Informato degli scontri, il responsabile dello sbarco, il contrammiraglio Büsser, decise di aviotrasportare sulla costa il primo battaglione di fanteria di marina armato di lanciarazzi da 105 mm.
Alle ore 8:30, il governatore Hunt ed il maggiore Norman discussero sulla possibilità di disperdersi all'interno dell'isola per iniziare una guerriglia, ma credendosi circondati, decisero di arrendersi e fecero portare il vice commodoro Héctor Gilobert, un infiltrato argentino residente nelle isole, in realtà facente parte dei servizi di informazione della FAA, per fare da intermediario.Un'ora dopo, il governatore Hunt offrì la resa al contrammiraglio Busser. Un aereo militare avrebbe poi portato quello stesso giorno il governatore a Montevideo, da dove si sarebbe imbarcato per Londra.

## Le forze in campo

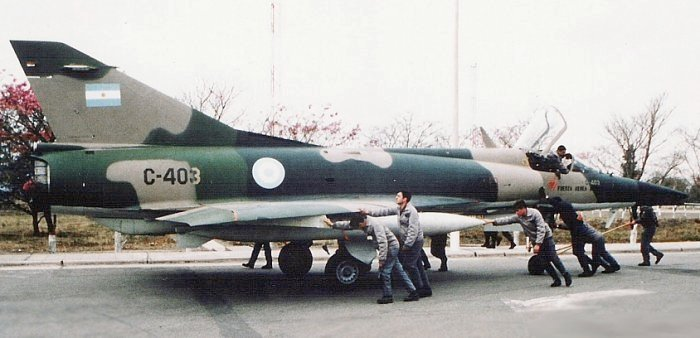
Un IAI Dagger con le insegne della FAA

Mentre da parte inglese non vi era alcuna preparazione ad affrontare gli eventi bellici, gli argentini erano equipaggiati accettabilmente in relazione al compito, anche se con armi molto meno moderne. Le forze armate argentine erano anche pronte a un'escalation militare verso il Cile, preparata dal 1978 nell'ambito dell'operazione Soberanía, come strascico del conflitto del Beagle che era sotto la mediazione del Vaticano, motivo per cui durante il conflitto i cileni simpatizzarono, unica nazione sudamericana, con gli inglesi, mentre il Perù arrivò a fornire all'Argentina propri Mirage M5-P e relativa scorta di missili aria-aria per rimpiazzare le perdite subite dalla Fuerza Aérea Argentina sulle Falkland. Gli inglesi per contro beneficiarono dei missili aria-aria AIM9-L Sidewinder in grado di impegnare il nemico frontalmente, e ben superiori alla versione G in dotazione alla Fleet Air Arm britannica, della pista dell'Isola di Ascensione e di intelligence statunitense. Comunque, alla data dello sbarco, la sproporzione numerica e di equipaggiamento era tale da rendere impensabile qualsiasi difesa che non fosse puramente formale, e neanche gli argentini volevano uno spargimento di sangue che avrebbe pregiudicato futuri negoziati.

### Argentina
Sia l'aviazione (Fuerza Aérea Argentina, FAA) che l'aeronautica della flotta argentina avevano a disposizione un gran numero di aerei ed armi moderne, come caccia Mirage III in varie versioni e IAI Dagger (copie israeliane non autorizzate prodotte dalla IAI del Mirage III), cacciabombardieri Mirage 5 e vecchi, ma ancora efficienti, cacciabombardieri Douglas A-4 Skyhawk. Inoltre la FAA disponeva dei FMA IA-58 Pucará, bimotori di produzione nazionale che potevano decollare anche da piste improvvisate, elemento importante per le operazioni sulle Falkland in quanto uno solo degli aeroporti sulle isole, quello di Stanley, disponeva di una pista in cemento. L'Argentina disponeva anche di alcuni bombardieri English Electric Canberra, antiquati ma ancora operativi e di caccia tattici Aermacchi MB-339.
La FAA era però prevalentemente addestrata a un'eventuale guerra contro il Cile, o contro la guerriglia (quindi combattimenti a breve distanza contro obiettivi a terra) che ad operazioni a lunga distanza contro navi da guerra. Infatti la FAA aveva a disposizione per il rifornimento in volo solo due Lockheed C-130 modificati, il cui utilizzo era da dividersi con la marina militare. Gli stessi Mirage non erano stati approntati per il combattimento aereo. Le batterie antiaeree erano antiquate, e mancavano moderni aerei da pattugliamento marittimo, il cui ruolo era svolto dai Lockheed PV-2 Neptune.
La marina militare disponeva di 14 Dassault Super Étendard (solo 7 dei quali operativi), caccia multiruolo con capacità di rifornimento in volo, e di una portaerei, la ARA Veinticinco de Mayo (V-2), con motori e catapulte in pessimo stato di fabbricazione britannica, la ex HMS Venerable, della classe Colossus, poi in forza alla marina reale olandese come HNLMS Karel Doorman (R81), risalente alla seconda guerra mondiale ed in condizioni non ottimali. I Super Étendard erano dotati del temibile missile Exocet, fornito dalla Francia sia nella versione aviolanciata che in versione navale; della prima versione, però era stato fornito un numero limitato di 5 esemplari, ed altri erano attesi a breve, ma lo scoppio delle ostilità ed il conseguente embargo dell'ONU bloccheranno il prosieguo della fornitura.

### Regno Unito

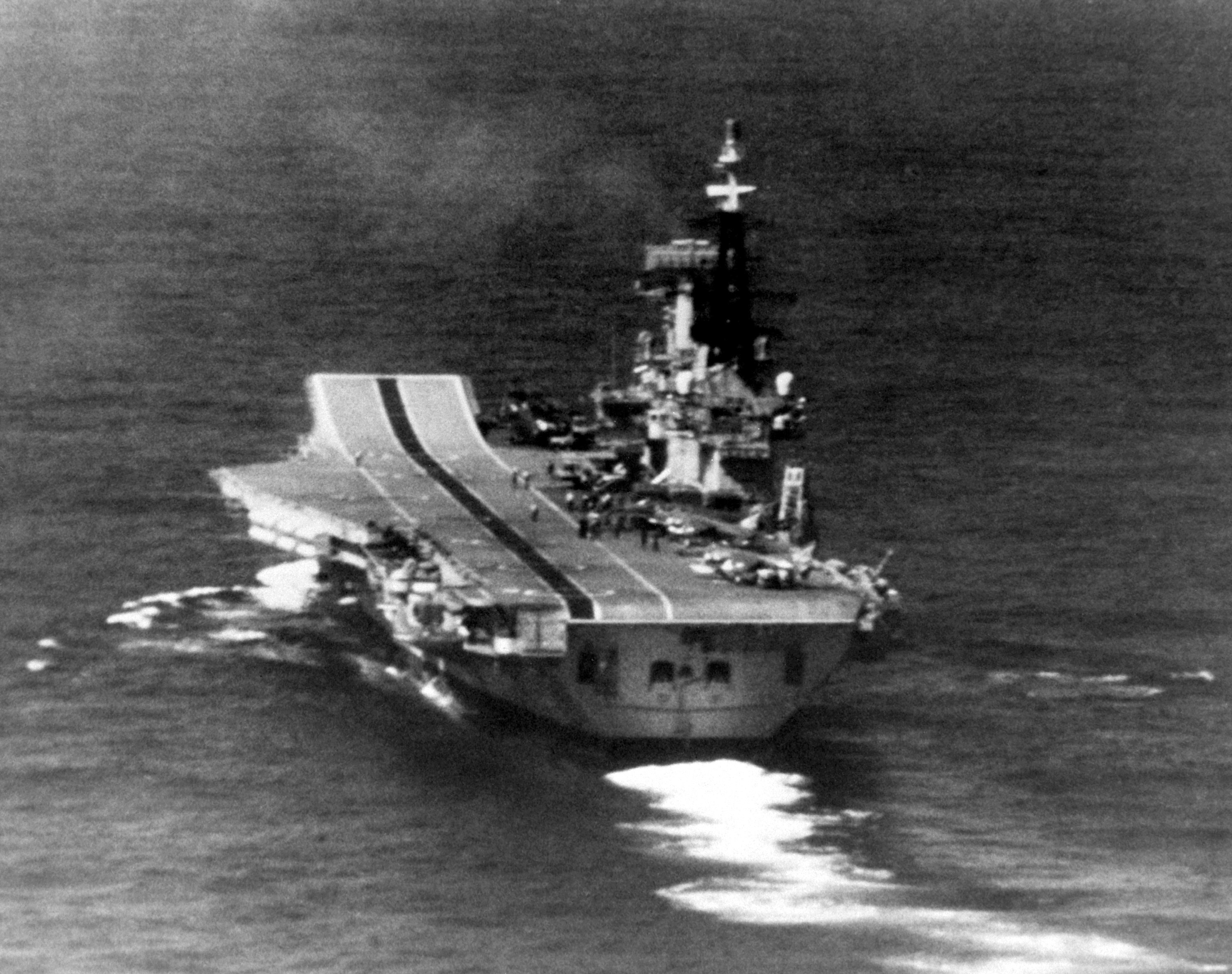
La portaerei Hermes (R-12) nel marzo 1982

La Royal Navy al momento dello scoppio delle ostilità non era attrezzata per esercitare uno sforzo così grande a una tale distanza. Infatti essa era preparata più che altro a uno scenario da "terza guerra mondiale", con operazioni all'interno di strutture NATO, il cui compito principale era combattere i sommergibili della flotta nord dell'Unione Sovietica. Siccome un attacco aereo sovietico sul Nord Atlantico era considerato improbabile, le navi britanniche disponevano di una capacità antiaerea limitata; il supporto aereo sarebbe stato dato dalle basi a terra o da portaerei americane. Seguendo questa dottrina negli anni settanta vennero rottamate le grandi ma costose portaerei Eagle e Ark Royal, in grado di ospitare aerei di tipo convenzionale. Stessa fine fece nel 1980 la piccola portaerei Bulwark e nel 1982 avrebbe dovuto essere radiata anche la Hermes, in vista della sua cessione all'India; la relativamente nuova Invincible era invece stata promessa all'Australia.
La componente aerea imbarcata, invece, era composta dai BAe Sea Harrier FRS.Mk.1, versione navalizzata dello Harrier GR.Mk.3, l'innovativo jet STOVL mai provato in operazioni belliche. Anche la componente anfibia era in procinto di essere smantellata con la cessione delle navi da assalto anfibio Fearless ed Intrepid, delle quali comunque solo la prima era in stato di prontezza operativa, mentre la Intrepid raggiunse la flotta in un secondo tempo. Ad operazioni iniziate, arrivarono anche diversi Harrier Gr.Mk.3 che vennero assegnati a compiti di attacco al posto dei Sea Harrier, più utili per la difesa aerea. Inoltre vi era una numerosa flotta di unità di scorta composta da fregate Type 21 e Type12M/I e dalle più recenti Type 22, e dai cacciatorpediniere Type 42, nonché dai sommergibili nucleari delle classi Churchill e Swiftsure, coadiuvata da un consistente numero di navi appoggio tra petroliere, navi da sbarco e traghetti civili, rifornitori e altre tipologie. In realtà la squadra si riunì soltanto in prossimità della zona di operazioni, in quanto il primo nucleo presente all'Isola di Ascensione il 16 aprile era formato dalle portaerei e da varie unità di scorta presenti a Gibilterra per l'esercitazione Springtrain 1982. Infine, gli inglesi potevano contare su una consistente flotta di aerocisterne e di vecchi bombardieri della serie V, gli Avro Vulcan, oltre che su un esercito professionista con varie unità di élite, dai Royal Marines ai paracadutisti, agli incursori dello Special Air Service e ai Gurkha.